# Make Trade Fair
Make Trade Fair é uma campanha a favor da igualdade no comércio entre países de primeiro mundo e países subdesenvolvidos.
Qualquer pessoa pode se cadastrar no site, comprar camisetas ou enviar mensagens à governantes para que a causa seja ouvida.
Já há mais de 19 milhões de pessoas cadastradas. A campeã de cadastros é a Índia, com mais de 5.500.000 cadastros, o Brasil tem 15.388 pessoas cadastradas.
O símbolo oficial da campanha são duas listras horizontais que representam a igualdade.

## Principais eventos da campanha

### The Big Noise
Lançado em abril de 2002, The Big Noise é uma petição mundial que apela aos governos para ajudar a acabar com as práticas comerciais desleais. Até o final de 2005, cerca de 17,8 milhões de assinaturas foram recebidas. Desmond Tutu foi o signatário honorário número 1.000.000 da petição em 2003. Outras celebridades que incluíram seus nomes na petição são o Dalai Lama, o Secretário-Geral Kofi Annan, e os músicos Bono e Coldplay [6], especialmente Chris Martin, que realiza viagens como fez ao Haiti, por exemplo, para divulgar a campanha..
A petição foi também acompanhada de uma campanha popular de fotos, onde as celebridades doram sujas com diferentes materiais, "despejados" sobre elas, para destacar a prática de dumping, que alguns consideram ser injusta. Colin Firth, Thom Yorke, Jamelia e Haile Gebrselassie foram algumas das celebridades que participaram dessa campanha.

### Shows
Em 2002 e 2004, shows beneficentes especiais foram realizados em Londres para promover a campanha Make Trade Fair. Os shows ajudaram as campanhas promovidas pela Oxfam. Artistas do "Fairplay 2002"  incluem Chris Martin e Jonny Buckland do Coldplay, Noel Gallagher, e Ms. Dynamite, enquanto o evento de 2004 incluiu Michael Stipe, Razorlight e The Thrills.
Em 2008, o Make Trade Fair produziu o CD "The Cake Sale". As 9 músicas foram feitas por Lisa Hannigan, Nina Persson, Gary Lightbody, Gemma Hayes, Glen Hansard, Josh Ritter, Conor Deasy e Neil Hannon, e compostas por Deasy,Hansard, Gryner Emm, Paul Noonan, Ollie Cole, Damien Rice e outros.

## Conferência Ministerial da Organização Mundial do Comércio de 2005
A campanha Make Trade Fair estava ativa na Conferência Ministerial da OMC de 2005, realizada em Hong Kong, na China. Diversas manifestações e atividades foram realizadas, incluindo a entrega de 17.800  assinaturas da petição Big Noise para diretor geral da OMC, Pascal Lamy.